# Hippothyris ordinaria
Hippothyris ordinaria är en mossdjursart som beskrevs av Gordon 1989. Hippothyris ordinaria ingår i släktet Hippothyris och familjen Bitectiporidae. Inga underarter finns listade i Catalogue of Life.